# Vela nos Jogos Olímpicos de Verão de 1932
As competições da vela nos Jogos Olímpicos de Verão de 1932 foram disputadas entre os dias 5 e 12 de agosto daquele ano no Porto de Los Angeles, nos Estados Unidos. O programa de 1932 consistia num total de quatro classes (disciplinas) de vela. Para cada uma das classes do evento foram agendadas uma fase eliminatória, semifinais e finais.

## Local
O comitê organizador do evento de vela apresenta a seguinte citação sobre a escolha do local para realização: "Os eventos da Xª Olimpíada de Vela foram disputados no Oceano Pacífico, diretamente no porto de Los Angeles, em um percurso usado nos últimos oito anos no iatismo local. Este percurso foi escolhido pela sua adequação às condições de vento, pela ausência de marés e correntes rápidas e pela clareza das suas águas, com a vantagem adicional de oferecer aos espectadores uma visão completa desde o promontório de Point Fermin. Os ventos constantes foram garantidos, pois nesta localidade os ventos alísios surgem por volta do meio-dia, trazendo consigo um vento verdadeiro de oeste com velocidade variando de oito a quinze nós.".
As seguintes áreas de percurso foram usadas durante as regatas olímpicas de 1932:

## Participantes

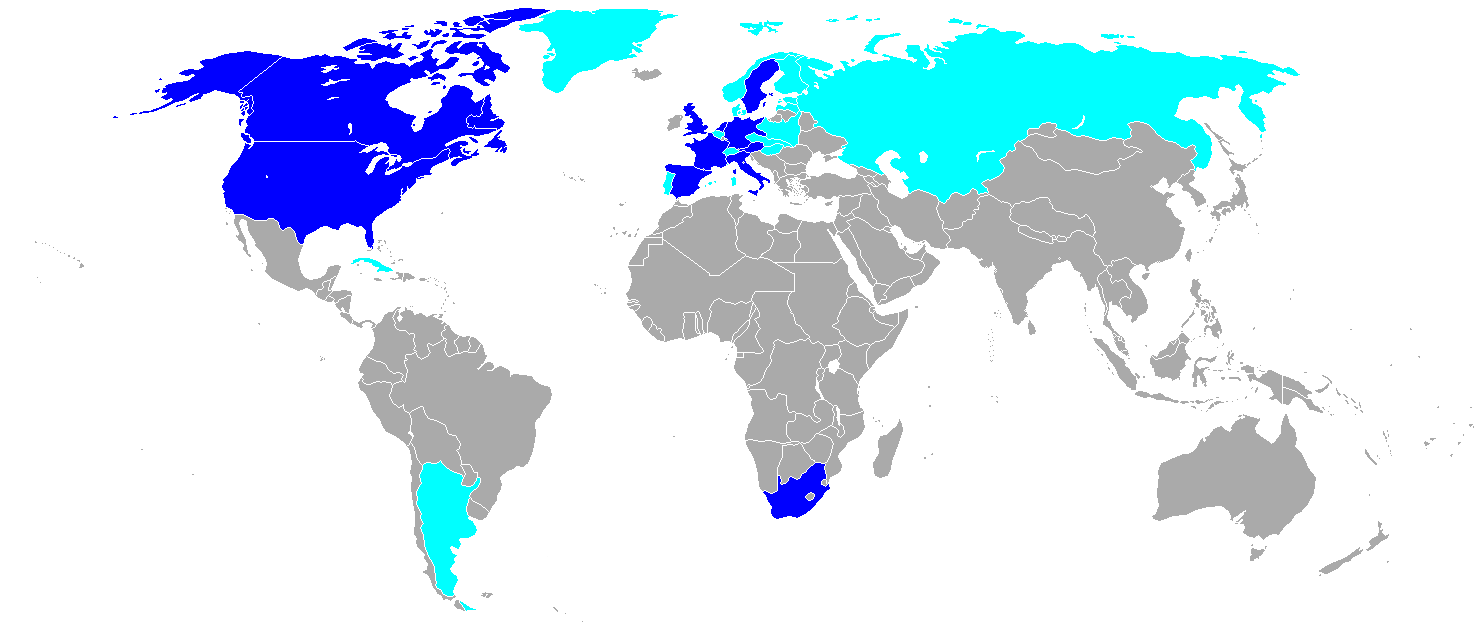
Países participantes da vela nos Jogos Olímpicos de 1932.
Países que já participaram em outras edições.
Países que participaram em outras edições mas não participaram em 1932.

Foi permitido apenas um barco por país por classe:
- AUT Áustria
- CAN Canadá
- ESP Espanha
- FRA França
- GBR Grã-Bretanha
- GER Alemanha
- HUN Hungria
- ITA Itália
- NED Países Baixos
- RSA África do Sul
- SWE Suécia
- USA Estados Unidos

## Calendário
| ● | Competições desportivas | ● | Finais |

| Data                      | Julho  | Julho  | Agosto | Agosto | Agosto | Agosto | Agosto | Agosto | Agosto | Agosto  | Agosto | Agosto  | Agosto   | Agosto | Agosto | Agosto |
| Data                      | 30 Sáb | 31 Dom | 1 Seg  | 2 Ter  | 3 Qua  | 4 Qui  | 5 Sex  | 6 Sáb  | 7 Dom  | 8 Seg   | 9 Ter  | 10 Qua  | 11 Qui   | 12 Sex | 13 Sáb | 14 Dom |
| ------------------------- | ------ | ------ | ------ | ------ | ------ | ------ | ------ | ------ | ------ | ------- | ------ | ------- | -------- | ------ | ------ | ------ |
| Vela                      |        |        |        |        |        |        | ●      | ●      | ●● ●   | ●       | ●      | ●● ●    | ●●● ●    | ●      |        |        |
| Total de medalhas de ouro |        |        |        |        |        |        |        |        |        | 8 Metre |        | 6 Metre | Snowbird | Star   |        |        |

## Eventos
| Classe   | Tipo     | Local       | N.º de equipes | Primeira exibição |
| -------- | -------- | ----------- | -------------- | ----------------- |
| Snowbird | bote     | Los Angeles | 12             | 1932              |
| Star     | bote     | Los Angeles | 7              | 1932              |
| 6 Metre  | keelboat | Los Angeles | 3              | 1908              |
| 8 Metre  | keelboat | Los Angeles | 2              | 1908              |

## Medalhistas
| Evento            | Ouro | Prata | Bronze                                                           |
| ----------------- | --- | --- | ---------------------------------------------------------------- |
| Snowbird detalhes | Jacques Lebrun FRA França | Bob Maas NED Países Baixos                                                                                            | Santiago Amat ESP Espanha                                        |
| Star detalhes     | Gilbert Gray Andrew Libano USA Estados Unidos | Colin Ratsey Peter Jaffe GBR Grã-Bretanha                                                                             | Gunnar Asther Daniel Sundén-Cullberg SWE Suécia                  |
| 6 Metre detalhes  | Tore Holm Olle Åkerlund Åke Bergqvist Martin Hindorff SWE Suécia | Robert Carlson Temple Ashbrook Frederic Conant Emmett Davis Donald Wills Douglas Jr. Charles Smith USA Estados Unidos | Philip Rogers Gardner Boultbee Ken Glass Jerry Wilson CAN Canadá |
| 8 Metre detalhes  | Owen Churchill John Biby Alphonse Burnand Kenneth Carey William Cooper Pierpont Davis Carl Dorsey John Huettner Richard Moore Alan Morgan Robert Sutton Thomas Webster USA Estados Unidos | Ronald Maitland Ernest Cribb Peter Gordon George Gyles Harry Jones Hubert Wallace CAN Canadá                          | nenhum                                                           |

## Quadro de medalhas
| Ordem | País               | Medalha de ouro | Medalha de prata | Medalha de bronze |    | Ordem por total |
| ----- | ------------------ | --------------- | ---------------- | ----------------- | -- | --------------- |
| 1     | USA Estados Unidos | 2               | 1                |                   | 3  | 1               |
| 2     | SWE Suécia         | 1               |                  | 1                 | 2  | 2               |
| 3     | FRA França         | 1               |                  |                   | 1  | 3               |
| 4     | CAN Canadá         |                 | 1                | 1                 | 2  | 2               |
| 5     | GBR Grã-Bretanha   |                 | 1                |                   | 1  | 3               |
| 5     | NED Países Baixos  |                 | 1                |                   | 1  | 3               |
| 6     | ESP Espanha        |                 |                  | 1                 | 1  | 3               |
| TOTAL | TOTAL              | 4               | 4                | 3                 | 11 | —               |